# Торосевич Теодор
Теодор Торосевич (6 вересня 1789, Станиславів — 2 березня 1876, Львів) — львівський фармацевт і бальнеохімік вірменського походження. Дослідив і описав склад лікувальних вод майже всіх водолікарень Галичини.

## Життєпис

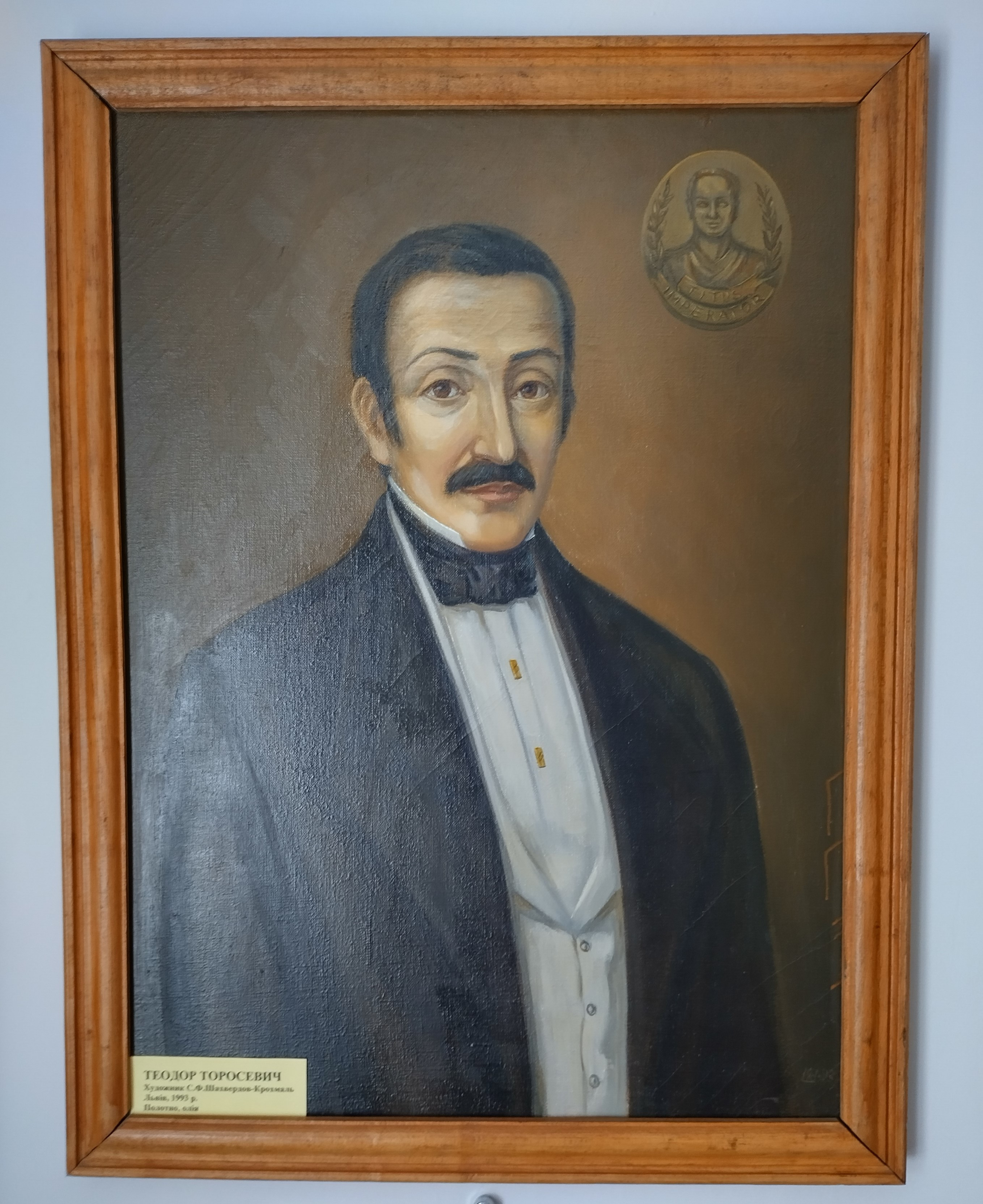
Портрет Теодора Торосевича. Художник С. Ф. Шахвердов-Крохмаль. Полотно, олія, 1993 рік. Музей "Історія Трускавця"

Теодор Торосевич народився 7 вересня 1789 року в Станиславові, у польській родині вірменського походження. 17 липня 1805 року закінчив середню школу. У 1811 році вступив на медико-хірургічне відділення Віденського університету. Закінчив університет 31 липня 1815 року. В університеті також вивчали фармацевтику.
У Львові на вулиці Личаківській, 3 володів аптекою з лабораторією, в якій проводив свої хімічні аналізи. Визначивши хімічний склад лікувальних вод, посприяв розвиткові багатьох бальнеологічних курортів Галичини та здобув визнання в науковому світі. Дослідив зокрема води Щавниці, Свошовиць, Подгужа, Трускавця, Любеня. Вивчав шлам у Косові. Займався пошуками покладів кам'яного вугілля.
Автор більш як сотні наукових праць, присвячених переважно власним хімічним дослідам. 1849 року опублікував розвідку «Мінеральні джерела в Королівстві Галичини та на Буковині, описані з фізико-хімічного погляду».
Займався розробкою кольорового аптечного скла. Першим описав і застосував методи зберігання ліків у посуді з кольорового скла.
Був почесним членом багатьох наукових товариств Європи.

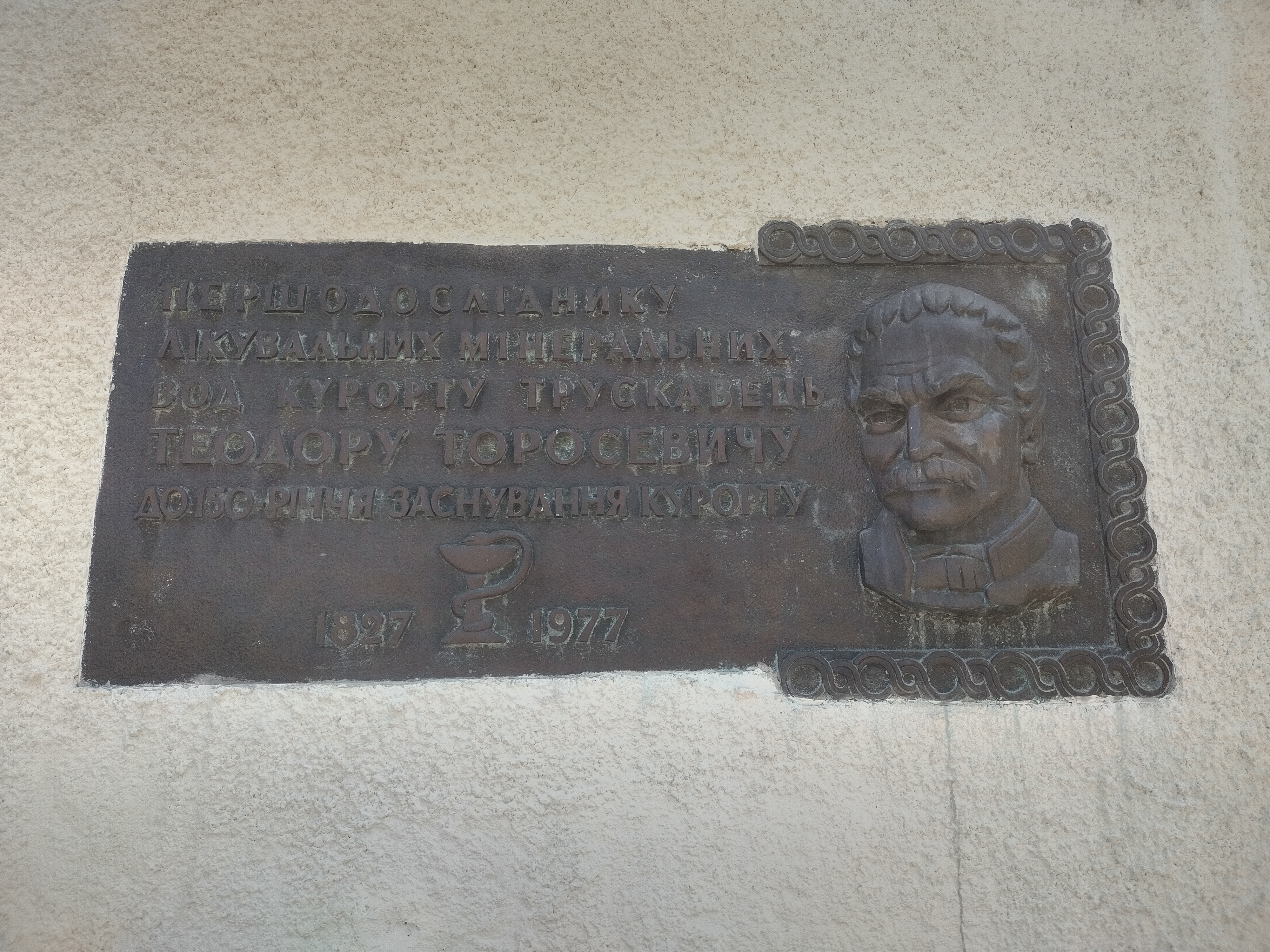
Меморіальна дошка Теодору Торосевичу на фасаді бювету мінеральних вод № 1 у Трускавці

Помер у Львові, похований на Личаківському цвинтарі, поле № 2.